# Vršani (Bijeljina, BiH)
Vršani su naseljeno mjesto u sastavu Grada Bijeljine, Republika Srpska, BiH.

## Geografski položaj
Vršani se nalaze na pola puta između Bijeljine i distrikta Brčko. Kroz Vršane protiču 3 rijeke: Sava, Lukavac i Gnjica. 
Na drugoj strani Save je mjesto Jamena, u Srbiji, posljednje naselje prije granice s Hrvatskom, pa se Vršani nalaze na tromeđi, na granici i s Hrvatskom i Sa Srbijom.

## Stanovništvo
| Vršani             |                |                |                |
| godina popisa      | 1991.          | 1981.          | 1971.          |
| Srbi               | 1.219 (97,59%) | 1.209 (96,64%) | 1.300 (99,61%) |
| Hrvati             | 2 (0,16%)      | 0              | 0              |
| Muslimani          | 1 (0,08%)      | 1 (0,07%)      | 1 (0,07%)      |
| Jugoslaveni        | 26 (2,08%)     | 26 (2,07%)     | 0              |
| ostali i nepoznato | 1 (0,08%)      | 15 (1,19%)     | 4 (0,30%)      |
| ukupno             | 1.249          | 1.251          | 1.305          |

## Kultura i naobrazba
U selu se nalazi osmogodišnja osnovna škola, crkva sagrađena 1903. godine, dom kulture, a u planu je izgradnja sportske dvorane. U Vršanima djeluje i nogometni klub "Stević Jovan".

## Vanjske poveznice
- Satelitska snimka  Arhivirana inačica izvorne stranice od 8. kolovoza 2020. (Wayback Machine)